# Skisprung-Weltrangliste
Die Skisprung-Weltrangliste war der inoffizielle Vorläufer der Weltcup-Wertung.
| Saison  | Sieger                | Zweiter           | Dritter           | Vierter            | Fünfter               |
| ------- | --------------------- | ----------------- | ----------------- | ------------------ | --------------------- |
| 1978/79 | Pentti Kokkonen       | Jochen Danneberg  | Harald Duschek    | Hansjörg Sumi      | Johan Sætre           |
| 1977/78 | Henry Glaß            | Matthias Buse     | Falko Weißpflog   | Per Bergerud       | Bernd Eckstein        |
| 1976/77 | Walter Steiner        | Toni Innauer      | Harald Duschek    | Henry Glaß         | Thomas Meisinger      |
| 1975/76 | Karl Schnabl          | Toni Innauer      | Jochen Danneberg  | Reinhold Bachler   | Hans-Georg Aschenbach |
| 1974/75 | Karl Schnabl          | Willi Pürstl      | Edi Federer       | Rainer Schmidt     | Karel Kodejška        |
| 1973/74 | Hans-Georg Aschenbach | Walter Steiner    | Hans Schmid       | Bernd Eckstein     | Dietrich Kampf        |
| 1972/73 | Hans-Georg Aschenbach | Walter Steiner    | Hans Schmid       | Rudolf Höhnl       | Rainer Schmidt        |
| 1971/72 | Ingolf Mork           | Jiří Raška        | Rudolf Höhnl      | Zbyněk Hubač       | Tauno Käyhkö          |
| 1970/71 | Gari Napalkow         | Jiří Raška        | Rudolf Höhnl      | Horst Queck        | Bjørn Wirkola         |
| 1969/70 | Bjørn Wirkola         | Jiří Raška        | Zbyněk Hubač      | Anatoli Scheglanow | Lars Grini            |
| 1968/69 | Bjørn Wirkola         | Jiří Raška        | Zbyněk Hubač      | Anatoli Scheglanow | Lars Grini            |
| 1967/68 | Jiří Raška            | Bjørn Wirkola     | Reinhold Bachler  | Dieter Neuendorf   | Lars Grini            |
| 1966/67 | Bjørn Wirkola         | Dieter Neuendorf  | Reinhold Bachler  | Peter Lesser       | Jiří Raška            |
| 1965/66 | Bjørn Wirkola         | Dieter Neuendorf  | Jiří Raška        | Veikko Kankkonen   | Paavo Lukkariniemi    |
| 1964/65 | Torgeir Brandtzæg     | Bjørn Wirkola     | Dieter Neuendorf  | Peter Lesser       | Heini Ihle            |
| 1963/64 | Veikko Kankkonen      | Toralf Engan      | Torgeir Brandtzæg | Józef Przybyła     | Helmut Recknagel      |
| 1962/63 | Toralf Engan          | Torbjørn Yggeseth | Georg Thoma       | John Balfanz       | Torgeir Brandtzæg     |
| 1961/62 | Helmut Recknagel      | Toralf Engan      | Willi Egger       | Max Bolkart        | Wolfgang Happle       |